# IC 4184
IC 4184 је лентикуларна галаксија у сазвијежђу Ловачки пси која се налази на листи објеката дубоког неба у Индекс каталогу.
Деклинација објекта је + 38° 50' 16" а ректасцензија 13h 5m 51,7s. Привидна величина (магнитуда) објекта IC 4184 износи 14,5 а фотографска магнитуда 15,5. IC 4184 је још познат и под ознакама NPM1G +39.0310, PGC 3088122.